# 菲戈尔斯
菲戈尔斯，是西班牙加泰罗尼亚巴塞罗那省的一个市镇。总面积30平方公里，总人口49人（2001年），人口密度2人/平方公里。